# Strandon
Strandon  est une banlieue de New Plymouth, dans  l’ouest de l’Île du Nord de la Nouvelle-Zélande.

## Situation
Il est localisé dans l’est du centre de la cité de New Plymouth

## Démographie
La zone statistique de Strandon couvrant 1,76 km2, elle avait une population de 2 535 habitants lors du recensement de 2018 en Nouvelle-Zélande, en augmentation de 21 personnes soit 0,8 % par rapport à celui de recensement de 2013 en Nouvelle-Zélande et une augmentation de 48 personnes  soit 1,9 % depuis celui de recensement de 2006 en Nouvelle-Zélande.
Il y avait 1 038 logements.
Il y avait 1 194 hommes et 1 341 femmes, donnant un sexe-ratio de 0,89 homme pour une femme.
L’âge médian était de 46,7 années (comparé avec 37,4 ans au niveau national avec 372 personnes (soit 14,7 %) âgées de moins de 15 ans, 426 personnes (16,8 %) âgées de 15 à 29 ans, 1 167 personnes (46,0 %) âgées de 30 à 64 ans et 570 personnes (22,5 %) âgées de 65 ans ou plus.
Ethnicities était pour 88,5 % européens/Pākehā, 11,6 % Maori, 1,2 % personnes du Pacifique, 6,6 % asiatiques, et 1,8 % d’une autre ethnicité (le total peut faire plus de 100 % dans la mesure où une personne peut se déclarer de multiples ethnicités).
La proportion de personnes nées outre-mer était de 18,5  %, comparées avec les 27,1 % au niveau national.
Bien que certaines personnes objectent à donner leur religion, 47.2 % disent n’avoir aucune religion, 41.8% étaient chrétiens, 1.4% étaient Hindous, 0.6% étaient musulmans, 0.5% étaient  Buddhistes et 1.3% avait une autre religions.
Parmi ceux de plus de 15 ans d’âge, 531 personnes ( soit 24,5 %) avaient une licence ou un degré supérieur et 303 personnes (soit 14,0 %) n’avaient aucune qualification formelle.
Les revenus médians étaient de 34,100 $, comparés avec le 31,800 $ au niveau  national.
Le statut d’emploi de ceux de plus de 15 ans était pour 1 035 personnes (soit 47,9 %)  employées à temps plein, 351 personnes (16,2 %) étaient à temps partiel et 57 personnes  (soit 2,6 %) étaient sans emploi.

## Éducation
- L'école secondaire de filles de New Plymouth (en) est une école secondaire pour un sexe unique allant de l’année 9 à 13 avec un effectif de 1 280 élèves en mars 2020[3].
- L’école est séparée de la New Plymouth High School en 1914, laissant l'école secondaire de garçons de New Plymouth (en)  sur l’ancien site[4].

- Collège du Sacré Cœur pour fille (en) est une école uni-sexe, catholique, intégrée, de type secondaire et intermédiaire, (allant de l’année 7 à 13) avec un effectif de 723 élèves en mars 2020[5].

L’école a ouvert en 1884 et s’est déplacée sur son site actuel en 1960